# Oier Zarraga
Oier Zarraga Egaña (Getxo, 4 gennaio 1999) è un calciatore spagnolo, centrocampista dell'Udinese.

## Caratteristiche tecniche
Centrocampista agile e veloce, dotato di ottima tecnica, abile negli inserimenti offensivi, può essere schierato in tutte le posizioni del centrocampo.

## Carriera
Nato a Getxo nei Paesi Baschi, entra a far parte del settore giovanile dell'Athletic Bilbao nel 2009, proveniente dal Romo. Nel corso della stagione 2017-2018 fa il suo esordio con il Baskonia, squadra satellite militante in Tercera División e due anni più tardi viene promosso nel Bilbao Athletic in Segunda División B. Divenuto titolare in poco tempo, al termine della sua prima stagione con la seconda squadra del club biancorosso colleziona 29 presenze condite da 5 gol, che gli valgono la promozione in prima squadra in vista della stagione seguente; debutta in Primera División il 18 ottobre 2020 giocando gli ultimi venti minuti dell'incontro di Primera División vinto 2-0 contro il Levante.
Nel febbraio 2021, prolunga il proprio contratto con il club basco fino al 30 giugno 2023.
Svincolatosi dall'Athletic Club al termine della stagione 2022-2023, il 29 giugno 2023 Zarraga viene ingaggiato a parametro zero dall'Udinese, in Serie A, con cui firma un contratto quadriennale. Esordisce con i friulani l'11 agosto nel successo per 4-1 sul Catanzaro in Coppa Italia, in cui gioca titolare, e nove giorni dopo gioca anche la prima in serie A contro la Juventus, in cui l'Udinese è sconfitta per 3-0 e viene sostituito nell'intervallo da Lazar Samardžić. Il 23 dicembre, alla quinta presenza nella competizione, segna la sua prima rete in serie A, portando momentaneamente in vantaggio i friulani in casa del Torino, partita conclusa sull'1-1.

## Statistiche

### Presenze e reti nei club
Statistiche aggiornate al 3 maggio 2025.
| Stagione               | Squadra                | Campionato             | Campionato | Campionato | Coppe nazionali | Coppe nazionali | Coppe nazionali | Coppe continentali | Coppe continentali | Coppe continentali | Altre coppe | Altre coppe | Altre coppe | Totale | Totale | Totale |
| Stagione               | Squadra                | Comp                   | Pres       | Reti       | Comp            | Pres            | Reti            | Comp               | Pres               | Reti               | Comp        | Pres        | Reti        | Pres   | Reti   |        |
| ---------------------- | ---------------------- | ---------------------- | ---------- | ---------- | --------------- | --------------- | --------------- | ------------------ | ------------------ | ------------------ | ----------- | ----------- | ----------- | ------ | ------ | ------ |
| 2017-2018              | Baskonia               | TD                     | 28         | 2          |                 | -               | -               | -                  | -                  | -                  | -           | -           | -           | 28     | 2      |        |
| 2018-2019              | Baskonia               | TD                     | 35         | 5          | -               | -               | -               | -                  | -                  | -                  | -           | -           | -           | 35     | 5      |        |
| Totale Baskonia        | Totale Baskonia        | Totale Baskonia        | 63         | 7          |                 | -               | -               |                    | -                  | -                  |             | -           | -           | 63     | 7      |        |
| 2018-2019              | Bilbao Athletic        | SDB                    | 1          | 0          | -               | -               | -               | -                  | -                  | -                  | -           | -           | -           | 1      | 0      |        |
| 2019-2020              | Bilbao Athletic        | SDB                    | 28+1       | 5          |                 | -               | -               | -                  | -                  | -                  | -           | -           | -           | 29     | 5      |        |
| 2020-2021              | Bilbao Athletic        | SDB                    | 9          | 2          | -               | -               | -               | -                  | -                  | -                  | -           | -           | -           | 9      | 2      |        |
| Totale Bilbao Atheltic | Totale Bilbao Atheltic | Totale Bilbao Atheltic | 39         | 7          |                 | -               | -               |                    | -                  | -                  |             | -           | -           | 39     | 7      |        |
| 2020-2021              | Athletic Bilbao        | PD                     | 5          | 0          | CR              | 0               | 0               | -                  | -                  | -                  | SP          | 0           | 0           | 5      | 0      |        |
| 2021-2022              | Athletic Bilbao        | PD                     | 31         | 1          | CR              | 4               | 0               | -                  | -                  | -                  | SP          | 2           | 0           | 37     | 1      |        |
| 2022-2023              | Athletic Bilbao        | PD                     | 26         | 0          | CR              | 4               | 1               | -                  | -                  | -                  | -           | -           | -           | 30     | 1      |        |
| Totale Atheltic Bilbao | Totale Atheltic Bilbao | Totale Atheltic Bilbao | 62         | 1          |                 | 8               | 1               |                    | -                  | -                  |             | 2           | 0           | 72     | 2      |        |
| 2023-2024              | Udinese                | A                      | 15         | 2          | CI              | 2               | 0               | -                  | -                  | -                  | -           | -           | -           | 17     | 2      |        |
| 2024-2025              | Udinese                | A                      | 19         | 1          | CI              | 2               | 0               | -                  | -                  | -                  | -           | -           | -           | 21     | 1      |        |
| Totale Udinese         | Totale Udinese         | Totale Udinese         | 34         | 3          |                 | 4               | 0               |                    | -                  | -                  |             | -           | -           | 38     | 3      |        |
| Totale carriera        | Totale carriera        | Totale carriera        | 197+1      | 18         |                 | 12              | 1               |                    | -                  | -                  |             | 2           | 0           | 212    | 19     |        |

## Palmarès

### Club

#### Competizioni nazionali
- Supercoppa di Spagna: 1

Athletic Bilbao: 2021